# Општина Радље об Драви
Општина Радље об Драви (словен. Radlje ob Dravi) је једна од општина Корушке регије у држави Словенији. Седиште општине је истоимени градић Радље об Драви.

## Природне одлике
Рељеф: Општина Радље об Драви налази се у северном делу Словеније, у североисточном делу покрајине словеначке Корушке. Општина је гранична према Аустрији на северу. Средишњи део општине је долина реке Драве. Северно од долине издиже се планина Козјак, а јужно планина Похорје.
Клима: У општини влада умерено континентална клима.
Воде: Најважнији водоток у општини је река Драва. Сви остали водотоци су мали и њене су притоке.

## Становништво
Општина Радље об Драви је средње густо насељена.

## Насеља општине
| - Брезни Врх - Вас - Вухред - Добрава - Згорња Вижинга - Згорњи Козји Врх - Раделца | - Радље об Драви - Ремшник - Сподња Орлица - Сподња Вижинга - Свети Антон на Похорју - Свети Трије Краљи - Шент Јанж при Радљах |  |

## Додатно погледати
- Радље об Драви